# Гибель «Орла»
«Гибель „Орла“» — советский художественный фильм, поставленный в 1940 году режиссёром Василием Журавлёвым по рассказу Константина Золотовского «Капитан Лаце».
Вышел на экраны 15 января 1941 года.

## Сюжет
Экипаж судна «Камбала» с интересом следит за развитием сюжета печатаемой в журнале «Эпроновец» повести автора Игнатия Бывалого. В ней рассказывается о загадочном исчезновении парохода «Орёл», вышедшего под командой капитана Чистякова из Новороссийска перед самым занятием его красными весной 1920 года.
Интерес не случаен, особенно если учесть, что капитан «Камбалы» Михаил Груздев некогда был боцманом на «Орле», Игнатий Бывалый — псевдоним судового врача Светлова, а считавшийся погибшим в Гражданскую войну один из сыновей капитана Чистякова прибыл на «Камбалу» для участия в поисках и подъёме судна.

## В ролях
- Николай Анненков — капитан Чистяков
- Виктор Громов — капитан Груздев
- Сергей Столяров — Фёдор Чистяков
- Михаил Трояновский — доктор
- Сергей Комаров — сторож порта
- Лев Фенин — белогвардейский генерал
- Андрей Файт — контрразведчик
- Пётр Соболевский — Пыльнов
- Николай Горлов — кок
- Иван Бобров — кочегар
- Виктор Шепель — Сашенька
- Пётр Киричек — поющий моряк
- Александр Гречаный — боцман «Орла»

## Съёмочная группа
- Режиссёр: Василий Журавлёв
- Сценарист: Георгий Гребнер
- Оператор-постановщик: Юлий Фогельман
- Композиторы: Вано Мурадели, Давид Блок
- Художник: Юрий Швец
- Оператор: Сергей Урусевский
- Звукооператоры: Владимир Дмитриев, И. П. Писарев
- Ассистент оператора: Павел Крашенинников
- Гримёр: Анатолий Иванов
- Звукооформитель: Константин Ковальский[нем.]
- Помощник режиссёра: Б. И. Курликов
- Директор: Григорий Лукин
- Администраторы: А. А. Демьяненко, М. Н. Родин

## Производство
Для съёмки подводных сцен в Ялте был сооружён бассейн глубиной 6 метров, где снимали макет парохода «Орёл». Пол бассейна задекорировали под морское дно. Вместо актёров в подводных эпизодах снимались дублёры — профессиональные водолазы, а крупные планы доснимали в Москве через небольшой аквариум.
В советский кинопрокат фильм вышел 15 января 1941 года. 